# Округ Данди (Небраска)
Данди (енгл. Dundy County) је округ у америчкој савезној држави Небраска.

## Демографија
По попису из 2010. године број становника је 2.008, што је 284 (-12,4%) становника мање него 2000. године.
| Група             | 2000.         | 2010.         |
| Белци             | 2.171 (94,7%) | 1.852 (92,2%) |
| Афроамериканци    | 1 (0,0%)      | 7 (0,3%)      |
| Азијати           | 11 (0,5%)     | 2 (0,1%)      |
| Хиспаноамериканци | 74 (3,2%)     | 117 (5,8%)    |
| Укупно            | 2.292         | 2.008         |